# 43. rozdanie nagród Złotych Malin
43. rozdanie nagród Złotych Malin za rok 2022 odbyła się 11 marca 2023 roku. Nagrody przyznane zostały na podstawie wyników głosowania członków Golden Raspberry Foundation. Ogłoszenie oficjalnej listy nominowanych odbyło się 22 stycznia 2023 roku.
Uwagę zwrócił z pewnością zwycięzca w kategorii "najgorsza aktorka". Złote Maliny nagrodziły same siebie za to, że nominowały zaledwie 13-letnią Ryan Kierę Armstrong, odtwórczynię tytułowej roli w horrorze "Podpalaczka". Decyzja kapituły wywołała mnóstwo kontrowersji. Ostatecznie gremium antynagród wycofało się z tej nominacji i oficjalnie przeprosiło młodą aktorkę. Dodatkowo wprowadzona została nowa zasada - od tej pory nominowane mogą być wyłącznie osoby, które ukończyły 18 lat.

## Laureaci i nominowani
Laureaci nagród są objęci wytłuszczeniem.

### Najgorszy film
- Blondynka (Netflix) – Dede Gardner(inne języki), Jeremy Kleiner(inne języki), i Brad Pitt
  - Miłego żalu(inne języki) (Open Road Films(inne języki)) – Chris Long(inne języki), Machine Gun Kelly, Jib Polhemus, i Mod Sun(inne języki)
  - Córka króla(inne języki) (Gravitas Ventures(inne języki)) – David Brookwell(inne języki), Paul Currie(inne języki), Wei Han, James Pang Hong, i Sean McNamara(inne języki)
  - Morbius (Columbia) – Avi Arad(inne języki), Lucas Foster(inne języki), i Matt Tolmach(inne języki)
  - Pinokio(inne języki) (Disney+) – Derek Hogue, Andrew Milano, Chris Weitz(inne języki), i Robert Zemeckis

### Najgorszy aktor
- Jared Leto – Morbius jako Michael Morbius(inne języki)
  - Tom Hanks – Pinokio(inne języki) jako Geppetto(inne języki)
  - Pete Davidson(inne języki) (głos) – Marmaduke(inne języki) jako Marmaduke
  - Machine Gun Kelly  – Miłego żalu(inne języki) jako London Clash
  - Sylvester Stallone – Samarytanin(inne języki) jako Joe Smith / Samaritan / Nemesis

### Najgorsza aktorka
- Golden Raspberry Award Foundadion (za nominowanie do nagrody 12-letniej Ryan Kiery Armstrong)
  - Ryan Kiera Armstrong – Podpalaczka(inne języki) jako Charlene "Charlie" McGee (pomyłka organizatorów za jej nominowanie do nagrody)
  - Bryce Dallas Howard – Jurassic World Dominion jako Claire Dearing(inne języki)
  - Diane Keaton – Mack i Rita(inne języki) jako Mackenzie "Mack" Martin / Rita
  - Kaya Scodelario – Córka króla(inne języki) jako Marie-Josèphe
  - Alicia Silverstone – Rekin(inne języki) jako Jaelyn

### Najgorszy aktor drugoplanowy
- Tom Hanks – Elvis jako pułkownik Tom Parker
  - Pete Davidson(inne języki) – Miłego żalu(inne języki) jako Berry
  - Mod Sun(inne języki) – Miłego żalu jako Dylan
  - Xavier Samuel – Blondynka jako Charles "Cass" Chaplin Jr.(inne języki)
  - Evan Williams – Blondynka jako Edward G. "Eddy" Robinson Jr.(inne języki)

### Najgorsza aktorka drugoplanowa
- Adria Arjona – Morbius jako Martine Bancroft
  - Fan Bingbing – 355 i Córka króla(inne języki) jako Lin Mi Sheng i jako the Mermaid
  - Lorraine Bracco (głos) – Pinokio(inne języki) jako Sofia
  - Penélope Cruz – 355 jako Graciela Rivera
  - Mira Sorvino – Lamborghini: Człowiek, który stworzył legendę(inne języki) jako Annita

### Najgorszy reżyser
- Machine Gun Kelly i Mod Sun(inne języki) – Miłego żalu(inne języki)
  - Andrew Dominik – Blondynka
  - Daniel Espinosa(inne języki) – Morbius
  - Judd Apatow – Bańka(inne języki)
  - Robert Zemeckis – Pinokio(inne języki)

### Najgorszy scenariusz
- Blondynka – Andrew Dominik
  - Miłego żalu(inne języki) – Machine Gun Kelly i Mod Sun(inne języki)
  - Jurassic World Dominion – Emily Carmichael i Colin Trevorrow
  - Morbius – Matt Sazama i Burk Sharpless
  - Pinokio(inne języki) – Robert Zemeckis i Chris Weitz(inne języki)

### Najgorsze ekranowe połączenie
- Tom Hanks i jego obciążona lateksem twarz – Elvis
  - Andrew Dominik i jego problemy z kobietami – Blondynka
  - Para bohaterów bazująca na prawdziwych postaciach w scenie łóżkowej w Białym Domu – Blondynka
  - Machine Gun Kelly i Mod Sun(inne języki) – Miłego żalu(inne języki)
  - Dwa sequele filmu polskiego 365 dni – Kolejne 365 dni i 365 dni: Ten dzień

### Najgorszy prequel, sequel, remake lub plagiat
- Pinokio(inne języki) (Disney+)
  - 365 dni: Ten dzień & Kolejne 365 dni(inne języki) (Netflix)
  - Firestarter(inne języki) (Universal)
  - Jurassic World Dominion (Universal)
  - Blondynka (Netflix)

### Odkupienie za Złotą Malinę
- Colin Farrell – Duchy Inisherin